# Józef Zadzierski
Józef Zadzierski ps. Wołyniak, Zawisza (ur. 5 września 1923 w Kostopolu, zm. w nocy z 28 na 29 grudnia 1946 w Szegdach) – żołnierz Samodzielnej Grupy Operacyjnej „Polesie”, członek NOW, żołnierz oddziału Jana Kamera „Bolesława” oraz oddziału OP-44 NOW-AK por. Franciszka Przysiężniaka „Ojca Jana”, dowódca oddziału partyzanckiego NOW, oskarżany o  zbrodnie wojenne.

## Życiorys

### Lata 1923–1939
Urodził się w 5 września 1923 w Kostopolu jako syn Władysława i Stanisławy z d. Korczyc-Brochwicz; brat Edmund, siostry Maria i Alina.
Po ukończeniu szkoły powszechnej przez kilka miesięcy był uczniem lwowskiego Korpusu Kadetów, skąd zabrał go ojciec, obawiając się wpływu piłsudczyków na syna. W 1938 r. zamieszkał wraz z rodzicami w Warszawie. Po wybuchu wojny uciekł z domu i walczył jako zwiadowca konny w szeregach Samodzielnej Grupy Operacyjnej „Polesie” dowodzonej przez gen. Franciszka Kleeberga. Po bitwie pod Kockiem dostał się do niewoli, jednak został zwolniony ze względu na młody wiek.

### Lata 1939–1944
Od 1939 działał w konspiracji narodowej. Na tajnych kompletach w Warszawie uzyskał maturę, po czym ukończył podziemną podchorążówkę w Dańkowie, będąc jednocześnie żołnierzem oddziału Jana Kamera „Bolesława” o pseudonimie Zawisza. Zagrożony dekonspiracją został przeniesiony do Okręgu Rzeszów NOW, gdzie od końca maja 1943 r. był członkiem oddziału OP-44 por. Franciszka Przysiężniaka „Ojca Jana”, w szeregach którego brał udział w potyczkach z Niemcami i Ukraińcami, m.in. 26 lipca w Bukowinie, 23 września pod Ujściem, 12 października pod Dąbrowicą. Po klęsce w starciu mającym miejsce 28 grudnia pod Grabą, w którym wyróżnił się odwagą, odszedł z oddziału „Ojca Jana” i w okolicach Leżajska zorganizował oddział dyspozycyjny Komendy Okręgu Rzeszów NOW (jego bliskim współpracownikiem był Michał Krupa).
Od stycznia 1944 r. przeprowadził szereg akcji zbrojnych. Zlikwidował m.in. posterunki policji ukraińskiej w Księżpolu, Obszy, Potoku Górnym, Cieplice, Kuryłówce. Współpracował z sowieckim zgrupowaniem partyzanckim płk. Petra Werszyhory w czasie walk w rejonie Dąbrowicy, Ożanny, Kuryłówki i Cieplic oraz w trakcie próby zdobycia Krzeszowa. Dzięki rozbijaniu przez jego grupę niemieckich grup kontyngentowych ustały rekwizycje żywności we wsiach Zasania. Od kwietnia 1944 r. jego oddział walczył z grupami UPA. Oddział „Wołyniaka” tworzyło wtedy kilka osób przebywających na stałe z Zadzierskim, oraz kilka innych dołączających do nich w razie potrzeby. Podczas ofensywy Sowietów 24 lipca 1944 r. przeprowadził (wskazał bród na rzece) przez San oddziały gen. Puchowa i umożliwił im opanowanie opuszczonego przez Niemców Leżajska bez żadnych walk i strat, za co został prawdopodobnie przez Sowietów odznaczony.

### Lata 1944–1946
Pod koniec lipca 1944 r. na rozkaz władz okręgowych NOW zorganizował w Leżajsku milicję i został jej komendantem. 23 września 1944 r. został aresztowany przez NKWD i osadzony w więzieniu na Zamku w Rzeszowie, skąd później został przeniesiony do obozu w Bakończycach. W końcu listopada 1944 r. uciekł z kilkoma towarzyszami z transportu żołnierzy Polskiego Państwa Podziemnego do obozu w Związku Radzieckim. Po powrocie w okolice Leżajska i Kuryłówki założył oddział, w skład którego weszli przeważnie partyzanci walczący wcześniej z Niemcami i Ukraińcami. Początkowo oddział, w międzyczasie podporządkowany rzeszowskiemu Okręgowi NOW, liczył kilkunastu partyzantów. Wiosną 1945 r. jego liczebność wzrosła do około stu żołnierzy, by w okresie szczytowym (maj 1945 r.) osiągnąć poziom około dwustu partyzantów. Toczył walki z władzą komunistyczną i ACz, chronił ludność Zasania przed atakami oddziałów UPA. We współpracy z innymi organizacjami podziemnymi likwidował w Leżajskiem i na Zasaniu przestępców oraz tajnych współpracowników milicji, UB i KBW.
W lutym 1945 r. jego oddział zamordował w Leżajsku napotkanych Żydów – 9 osób i Ukraińców – 78 osób.

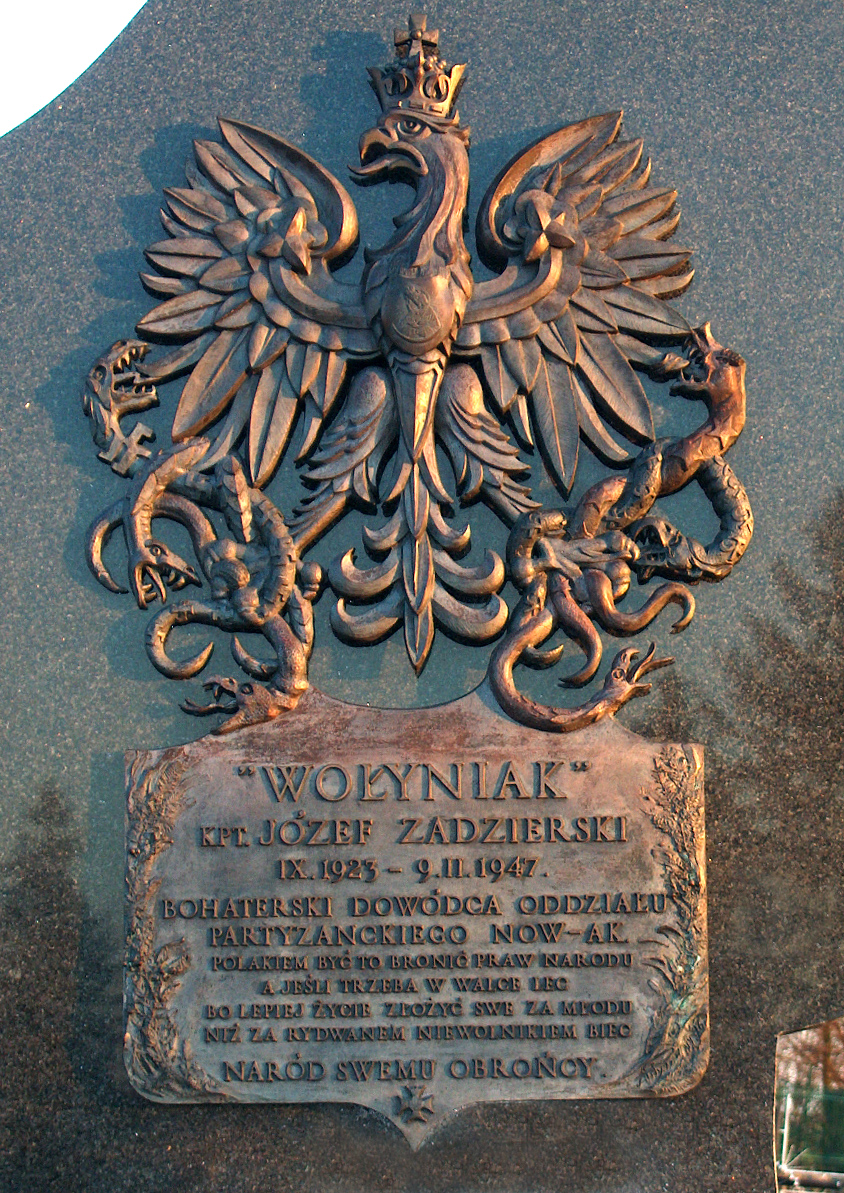
Tablica nagrobna Józefa Zadzierskiego na cmentarzu obok kościoła św. Józefa

Dzięki jego dowództwu oddziały NOW 19 marca 1945 r. rozgromiły ukraińsko-sowiecki atak na Kuryłówkę. Podążyły następnie za rozbitym wrogiem do Kulna, paląc wieś i mordując od kilkunastu do 80 cywilnych mieszkańców narodowości ukraińskiej.
18 kwietnia 1945 r., wykonując rozkaz władz okręgowych NOW, dokonał podając się za komendanta MO, wraz z innymi oddziałami partyzanckimi NOW przebranymi wbrew konwencjom haskim w mundury WP, pacyfikacji ukraińskiej wsi Piskorowice, w trakcie której oddział Wołyniaka wymordował sto kilkadziesiąt osób narodowości ukraińskiej nocujących w miejscowej szkole. Wśród ofiar były także kobiety i dzieci. Zabijano też na terenie wsi oraz polach nad Sanem. Pacyfikacja była odwetem za atak oddziałów UPA i SKW dowodzonych przez Iwana Szpontaka „Zalizniaka” na polską wieś Wiązownica. Franciszek Szarek „Lis”, dowódca jednego z oddziałów biorących udział w pacyfikacji Piskorowic, w meldunku z akcji określa ją jako: „akcję terrorystyczno-oczyszczającą”. Zdaniem dr. Berezy, cechą charakterystyczną tej zbrodni jest pokrewieństwo większej części ofiar z członkami dywizji SS „Galizien”, SKW, UPA, OUN-SB i bojówek ukraińskich. Zdaniem historyka IPN pozwala to formułować tezę, że większość ofiar akcji „Wołyniaka” znajdowała się na wcześniej sporządzonych listach proskrypcyjnych i zastosowano wobec nich odpowiedzialność zbiorową. Zdaniem tego samego badacza zbrodnia nie miała charakteru czystki etnicznej, tylko zemsty i wymierzenia fałszywie pojmowanej „sprawiedliwości” wobec spodziewanego wyjazdu rodzin do ZSRR.
7 maja 1945 r. zgrupowanie oddziałów NOW (oddziały: „Wołyniaka”, „Radwana”, „Majki”, „Lisa” i placówka NOW z Kuryłówki) dowodzone przez Franciszka Przysiężniaka „Ojca Jana”, pokonały pod Kuryłówką ekspedycję NKWD, zabijając, według różnych źródeł, od 57 do 70 enkawudzistów. Przeprowadzał akcje na wsie ukraińskie, m.in. Dobrą, Wołczaste, Rudkę, podczas których mordował mieszkańców narodowości ukraińskiej tych wsi. W latach 1945–1946 partyzanci z jego oddziału rozbili i rozbroili szereg posterunków milicji, m.in. w Leżajsku, Polichnie, Potoku Górnym, Tarnogrodzie. Potykał się także z grupami operacyjnymi UB, KBW i WP.
19 stycznia 1946 r. „Wołyniak” wraz z 22 swoimi żołnierzami przeprowadził akcję na wieś Dobra. Zamordowali wówczas 33 mieszkańców wsi narodowości ukraińskiej. Ofiary były w wieku od 1 do 72 lat.
18 maja 1946 r. „Wołyniak” namówiony przez mieszkańców Majdanu Sieniawskiego przeprowadził wraz z nimi akcję na wieś Dobcza, w czasie której rozstrzelano 18 Ukraińców a 2 raniono mieszkańców wsi w wieku od 13 do 68 lat oraz spalono co najmniej czterdzieści zabudowań.
„Wołyniak” był człowiekiem impulsywnym i porywczym. Pewnego razu pobił sztachetą swojego przełożonego Ludwika Więcława „Śląskiego”, gdy dowiedział się, że „Śląski” na spotkaniu w Jarosławiu nazwał „Wołyniaka” watażką.

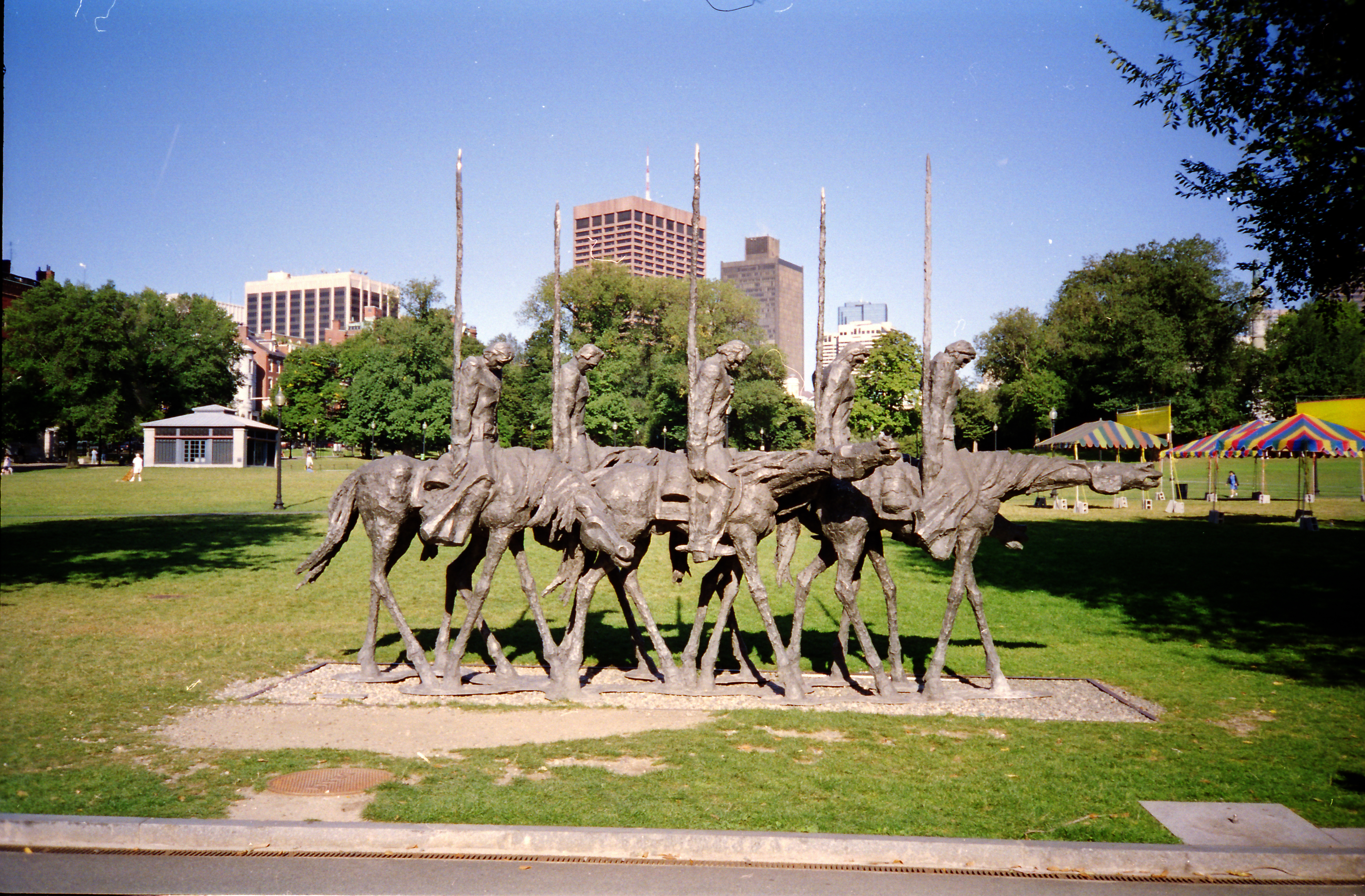
Pomnik Partyzanci w Bostonie

W nocy z 11 listopada na 12 listopada 1946 w rejonie Tarnawca, podczas pacyfikacji Zasania przez oddziały KBW i wojska, został ranny w rękę, w którą wdała się gangrena. Nie widząc wyjścia z sytuacji, w nocy z 28 grudnia na 29 grudnia 1946 r. w Szegdach popełnił samobójstwo strzelając sobie w usta, trzymając broń w lewej ręce. Kula nie zabiła go od razu. Zanim skonał, męczył się parę godzin. Pochowany został konspiracyjnie na cmentarzu w Tarnawcu, czego dokonał jego żołnierz Michał Krupa ps. „Pułkownik” (obok grobu swojego ojca). Tam 24 czerwca 1997 r. odsłonięto, podczas uroczystości z udziałem jego siostry, Aliny Zadzierskiej-Glińskiej, oraz byłych podkomendnych i towarzyszy broni, pomnik nagrobkowy stanowiący dar amerykańskiego rzeźbiarza polskiego pochodzenia, Andrzeja Pityńskiego, syna żołnierza i sanitariuszki z oddziału „Wołyniaka”, Aleksandra i Stefanii Pityńskiej z domu Krupa oraz jednocześnie bratanek Michała Krupy.
Postać Józefa Zadzierskiego została przedstawiona jako jedna z pięciu (jako piąta od lewej) w monumentalnym pomniku Partyzanci w Bostonie, stworzonym w 1979 przez Andrzeja Pityńskiego i odsłoniętego w 1983 w Bostonie.

### Relacje i wspomnienia drukowane
- Mirecki Kazimierz, Narodowa Organizacja Wojskowa w Centralnym Okręgu Przemysłowym. Wojna i konspiracja (Wspomnienia), [bmw] 1988.
- Zaporczycy. Relacje, t. 5, Lublin 1999.

### Opracowania
- Bereza Tomasz, Tragiczne mikrohistorie: Wiązownica, 17 kwietnia 1945 roku, [w:] Akcja „Wisła”, pod red. J. Pisulińskiego, Warszawa 2003, s. 187–194.
- Bielecki Robert, „Gustaw” – „Harnaś”. Dwa powstańcze bataliony, Warszawa 1989.
- Garbacz Dionizy, Józef Zadzierski (1923–1946), [w:] Konspiracja i opór społeczny w Polsce 1944–1956. Słownik biograficzny, t. 2, Kraków – Warszawa – Wrocław 2004, s. 568–570.
- Garbacz Dionizy, Mroczne lata. Stalowa Wola 1939–1944, Stalowa Wola 1993.
- Garbacz Dionizy, „Wołyniak”. Legenda prawdziwa, Stalowa Wola 1997.
- Garbacz Dionizy, Żołnierze „Wołyniaka”, Stalowa Wola 1999.
- Hampel Józef, Lata okupacji niemieckiej na Leżajszczyźnie, [w:] Dzieje Leżajska, red. J. Półćwiartek, Leżajsk 2003, s. 443–483.
- Informator o nielegalnych antypaństwowych organizacjach i bandach zbrojnych działających w Polsce Ludowej w latach 1944–1956, MSW Biuro „C”, Tajne (Warszawa 1964), Lublin 1993.
- Janicki Stanisław, Działalność i likwidacja Rzeszowskiego Okręgu „Narodowej Organizacji Wojskowej” w latach 1944–1947, [w:] W walce ze zbrojnym podziemiem 1945–1947, red. M. Turlejska, Warszawa 1972, s. 207–257.
- Kaczmarski Krzysztof, Podziemie narodowe na Rzeszowszczyźnie 1939–1944, Rzeszów 2003.
- Komorowski Krzysztof, Polityka i walka. Konspiracja zbrojna ruchu narodowego 1939–1945, Warszawa 2000.
- Łukasiak Jan, Wołyńska Szkoła Podchorążych Rezerwy Artylerii im. Marcina Kąckiego, Pruszków 2000.
- Nawrocki Zbigniew, Zamiast wolności. UB na Rzeszowszczyźnie 1944–1949, Rzeszów 1998.
- Socha Skarbimir, Czerwona śmierć, Stalowa Wola 1997.
- Tucholski Jędrzej, Mord w Katyniu, Warszawa 1991.
- Tyliszczak Mikołaj, 9 Drezdeńska Dywizja Piechoty w walce z ukraińskim i polskim podziemiem zbrojnym (czerwiec 1945 – październik 1947), [w:] W walce ze zbrojnym podziemiem 1945–1947, red. M. Turlejska, Warszawa 1972, s. 138–206.
- Urbankowski Bohdan, Antysowieckie powstania. Polska, [w:] Encyklopedia „białych plam”, t. 1, Radom 2000, s. 220–246.
- Wnuk Rafał, Lubelski Okręg AK, DSZ, WiN 1944–1947, Warszawa 2000.

### Artykuły
- Bereza Tomasz, Piskorowice 18 IV 1945. Przyczyny i przebieg napadu na ukraińską wieś. Weryfikacja liczby ofiar, „Niezależna Gazeta Polska” 2007, nr 7, Dodatek specjalny IPN, s. I-VIII.
- Garbacz Dionizy, Śmierć „Wołyniaka”, „Studia Rzeszowskie” 1999, t. 6, s. 237–247.
- Kaczmarski Krzysztof, Okręg Rzeszowski Stronnictwa Narodowego i Narodowego Zjednoczenia Wojskowego (Narodowej Organizacji Wojskowej) w latach 1944–1947 (zarys problematyki), „Zeszyty Historyczne WiN-u” 2004, nr 21, s. 73–94.
- Łukasiewicz Józef, Sybir w pół drogi. Wspomnienie o kpt. Józefie Zadzierskim „Wołyniaku”, „Janowskie Korzenie” 2007, nr 8, s. 79–83.
- Makus Grzegorz, Rozbicie grupy Adama Kusza „Garbatego” 19 VIII 1950 r., „Janowskie Korzenie” 2007, nr 9, s. 32–37.
- Młynarski Marian, Co się stało w Szegdach?, „Myśl Polska” 1998, nr 1–2.
- Półćwiartek Józef, Nie legenda, lecz prawda w badaniach historycznych (wokół osoby Józefa Zadzierskiego „Wołyniaka”), „Studia Rzeszowskie” 1997, t. 4, s. 201–226.

### Inne
- Adam Sikorski, Z archiwum IPN – „Wołyniak” – program emitowany w TVP Polonia, 26.03.2007, godz. 18.00.